# La Passe FC
La Passe Football Club w skrócie La Passe FC – seszelski klub piłkarski, mający siedzibę na wyspie La Digue, grający w pierwszej lidze seszelskiej.

## Sukcesy
- I liga[1]:
  - mistrzostwo (5): 2002, 2004, 2005, 2009, 2022.

## Występy w afrykańskich pucharach
| Sezon     | Rozgrywki           | Runda    | Kraj              | Klub                        | Dom | Wyjazd | Dwumecz |
| --------- | ------------------- | -------- | ----------------- | --------------------------- | --- | ------ | ------- |
| 2003      | Liga Mistrzów       | wstępna  | Mauritius         | AS Port-Louis 2000          | 1–0 | 0–2    | 1–2     |
| 2005      | Liga Mistrzów       | wstępna  | Madagaskar        | USJF Ravinala               | 2–2 | 1–4    | 3–6     |
| 2006      | Liga Mistrzów       | wstępna  | Mozambik          | Clube Ferroviário de Maputo | 0–0 | 0–2    | 0–2     |
| 2010      | Liga Mistrzów       | wstępna  | Mauritius         | Curepipe Starlight SC       | 1–0 | 1–3    | 2–3     |
| 2022/2023 | Liga Mistrzów       | 1        | Komory            | Volcan Club de Moroni       | –   | 0–1    | 0–1     |
| 2022/2023 | Liga Mistrzów       | 2        | Południowa Afryka | Mamelodi Sundowns FC        | 0–7 | 1–8    | 1–15    |
| 2022/2023 | Puchar Konfederacji | play-off | Kongo             | CSMD Diables Noirs          | 0–2 | 2–4    | 2–6     |

## Stadion
Domowe mecze klub rozgrywa na stadionie o nazwie La Digue Playing Fields w La Digue, który może pomieścić 2000 widzów.